# 京山街道
京山街道，是中华人民共和国江西省南昌市青云谱区下辖的一个乡镇级行政单位。

## 行政区划
京山街道下辖以下地区：
象湖社区、何坊北社区、京山西社区、象湖园社区、徐坊社区、五粮电社区、新村社区、建南社区、灌婴社区、京新社区、南缆社区和建京社区。